# Goniophylla fragilis
Goniophylla fragilis là một loài bướm đêm trong họ Erebidae.